# Бер, Самуил Осипович
Самуил Осипович Бер (28 декабря 1854  [9 января 1855] — 1905) — российский архитектор, гражданский инженер. Автор ряда зданий в Хабаровске и Мариуполе.

## Биография
Родился 28 декабря 1854 года (9 января 1855). Первоначальное образование получил в Виленском реальном училище. В 1870 году поступил в Санкт-Петербургский практический технологический институт, который окончил в 1874 году со званием механика. В 1876 году поступил в Петербургское строительное училище, из которого выпущен по первому разряду в 1882 году со званием гражданского инженера и правом на чин X класса.
В том же году назначен архитекторским помощником в енисейскую губернию, а в апреле 1883 года переведён на должность областного архитектора в приморскую область. В 1886 году был назначен членом комиссии по разработке плана оздоровления Хабаровска. Состоял механиком приамурского почтово-телеграфного округа, был председателем экзаменационной комиссии для испытания на звание командиров и лоцманов внутреннего плавания, председательствовал в комиссии по освидетельствованию паровых судов, плавающих по Амуру. Преподавал в хабаровском техническом железнодорожном техникуме. В 1884 был избран учёным евреем Хабаровской еврейской общины.
В 1890 году получил назначение в Архангельск, а в 1891 году — городовым архитектором в Мариуполь. Заведовал мариупольскими и Караларскими каменоломнями, занимался страховым делом в разных обществах и состоял членом общества спасения на водах.
Позднее занял должность старшего архитектора, а с 1899 — старшего инженера управления строительной и дорожной частями при приамурском генерал-губернаторе.
Статский советник (1903). Имел награды: орден Святой Анны 3-й степени (1900).
В Хабаровске проживал по адресу: улица Запарина, 96.

## Проекты и постройки

### Хабаровск
- Успенский собор (1883—1886; не сохранился);
- Здание тюрьмы, полицейского управления и присутственных мест[1];
- Здание реального училища (совместно с А. В. Перницом; 1901—1903).

### Мариуполь
- Перестройка церкви Рождества Пресвятой Богородицы (1890-е; не сохранилась)[1];
- Каменное здание мельницы (1890-е)[1];
- Здание гостиницы (1890-е)[1].

### Другие места
- Церкви в селах Дмитриевка и Григорьевка на Амуре (1880-е)[1].